# Новое (Первомайский район, Харьковская область)
Новое (укр. Нове) — село, 
Красненский сельский совет,
Первомайский район,
Харьковская область.
Код КОАТУУ — 6324584703. Население по переписи 2001 года составляет 191 (88/103 м/ж) человек.

## Географическое положение
Село Новое находится у железнодорожной станции Берека.
На расстоянии в 2,5 км расположены сёла Задорожнее и Берека.
Рядом проходит автомобильная дорога Т-2107.

## История
- 1924 — дата основания как посёлок Новое.
- 2008 — изменён статус на село  Новое.